# Autoritratto a 88 anni
Autoritratto a 88 anni  è un dipinto di Francesco Hayez, eseguito nel 1878 con la tecnica dell'olio su tela. È conservato nelle Gallerie dell'Accademia a Venezia, istituzione alla quale è stato donato dall'autore nel 1879.